# Neoneuromus
Neoneuromus (лат.) — род насекомых из подсемейства Corydalinae семейства коридалид отряда большекрылых. Эндемик Индомалайской зоны, насчитывающий 13 видов. Личинки размножаются в горных ручьях. Взрослые особи крупные, длина переднего крыла от 43 до 68 мм Окрас туловища от желтого до красного или коричневого с черными отметинами на голове и переднеспинке. Крылья отмечены темным рисунком на мембране и вдоль жилок. Они состоят в близком родстве с родом Nevromus, от которого их отличает редуцированный 9-го стернит брюшка с расщепленным кончиком.

## Виды
В роде 13 видов:
- Neoneuromus indistinctus Liu, Hayashi & Yang, 2018
- Neoneuromus maculatus Liu, Hayashi & Yang, 2018
- Neoneuromus niger Liu, Hayashi & Yang, 2018
- Neoneuromus similis Liu, Hayashi & Yang, 2018
- Neoneuromus vanderweelei Liu, Hayashi & Yang, 2018
- Neoneuromus coomani Lestage, 1927
- Neoneuromus orientalis Liu & Yang, 2004
- Neoneuromus tonkinensis (van der Weele, 1907)
- Neoneuromus fenestralis (McLachlan, 1869)
- Neoneuromus ignobilis (Navás, 1932)
- Neoneuromus latratus (McLachlan, 1869)
- Neoneuromus sikkimmensis (van der Weele, 1907)
- Neoneuromus maclachlani (van der Weele, 1907)